# Ligne 6 du tramway de Nantes
Pour les articles homonymes, voir Ligne 6.
La ligne 6 du tramway de Nantes est un projet nantais de tramway en site propre rejoignant le quartier nord de Nantes et les facultés, au sud de l'agglomération à Rezé, tout en traversant l'île de Nantes du nord au sud afin de desservir le futur CHU,,.
Empruntant les infrastructures de la ligne 1 entre les quartiers nord et le pont Anne-de-Bretagne, cette ligne nouvelle devrait ensuite partager un tronçon commun avec la future ligne 7 venant de Saint-Herblain qui descendrait jusqu'à Rezé. Puis, ces deux lignes devraient être rejointes au niveau du CHU par une nouvelle ligne 8 de Busway rejoignant elle aussi Rezé, depuis la ligne 4 du Busway, entrant de fait en connexion avec les lignes existantes passant sur le Boulevard des Martyrs-Nantais-de-la-Résistance (ligne 2 et ligne 3 du tramway). Elle serait alors la seule ligne de transport en commun en site propre du réseau de Semitan à offrir des correspondances avec toutes les autres lignes de tramway et de Busway.
Ce projet s'inscrit dans la troisième tranche du plan de déplacement urbain de Nantes Métropole,.

## Historique du projet

### Différents tracés évoqués
Initialement prévue pour une mise en service en 2010, cette ligne (auparavant numérotée ligne 5) devait relier la gare de Chantenay et la gare sud en effectuant plus de 60 % de son parcours sur l'île de Nantes[réf. souhaitée].
En 2007[réf. souhaitée], la ville de Nantes veut créer une ligne davantage périphérique, reprenant l'itinéraire de l'ancienne ligne de bus 25 (actuelle ligne C20) qui reliait les facultés à la gare de Chantenay, et poursuivant son parcours sur l'île de Nantes, pour enfin rallier la gare sud. À la suite du conseil communautaire du 22 juin 2007, le vice-président Patrick Rimbert annonce, dans différentes entrevues avec des journalistes, la création de deux ponts sur la Loire dont le pont Éric-Tabarly, traversant le bras de la Madeleine à hauteur du quartier Malakoff, qui doit disposer de 6 mètres réservés à un transport en site propre.
Début 2008[réf. souhaitée], la municipalité revoit le projet à la baisse, qualifiant cet itinéraire trop long. La première idée est alors reprise.
En septembre 2008[réf. souhaitée], Jean-Marc Ayrault, alors maire de Nantes, cite la création de cette cinquième ligne comme un projet majeur de son mandat. Il évoque plutôt une ligne de type tramway, avec le projet d'un nouveau pont reliant le bout de l'île de Nantes au Bas-Chantenay uniquement réservé à ce type de transport.
En novembre 2008[réf. souhaitée], la Semitan et la ville de Nantes certifient ne pas savoir s'il s'agirait d'une ligne de type tramway ou Busway.
En mars 2008[réf. souhaitée], le lancement de la nouvelle ligne de tramway est finalement reportée à des temps meilleurs, remplacé par le lancement en 2013 de la ligne C5 qui deviendra la ligne 5.

### Un tracé et mode de transport proposé en septembre 2012
Le 17 mai 2011, la Société d'aménagement de la métropole Ouest Atlantique (SAMOA) dévoilait les grandes lignes du tracé de la future ligne 5 de tramway sur l'île de Nantes qui devait voir le jour vers 2020 (l'urbaniste Marcel Smets, chargé de l'aménagement de l'île a, depuis, légèrement rectifié ce tracé en septembre 2012).
Ainsi le tracé proposé était le suivant : partant de la ligne 1 au niveau du pont Anne-de-Bretagne qu'elle franchit, la ligne aurait emprunté une grande partie du nouveau boulevard transversal situé dans le prolongement du boulevard Léon-Bureau, reliant le pont des Trois-Continents. Elle aurait bifurquée ensuite vers le boulevard Benoni-Goullin dont la longueur aurait été doublé et avant d'aboutir dans le quartier de la place Victor-Mangin rejoignant les lignes 2 et 3. Au-delà, la ligne aurait desservi le sud et l'est de l'île en empruntant les rues Anatole-de-Monzie et Gaëtan-Rondeau, le boulevard Georges-Pompidou et la rue Ligérienne, avant de franchir de nouveau la Loire par le pont Éric-Tabarly afin de desservir le quartier de Malakoff jusqu'à la gare SNCF sud via le boulevard de Berlin, le mail Pablo-Picasso et le quai Malakoff.
Elle devait desservir entre autres :
- le parc des Chantiers et le quartier de la Création sur l'île de Nantes ;
- le futur écoquartier de la Prairie-au-Duc sur l'île de Nantes ;
- le futur CHU et les facultés de médecine sur l'île de Nantes ;
- le pôle d'affaires international Euronantes ;
- l'hôtel de région à l'est de l'île de Nantes ;
- le quartier Malakoff ;
- la gare de Nantes rénovée et agrandie (entre 2016 et 2020).

Elle aurait permis des connexions avec les 3 lignes de tramway et la ligne 4 du Busway, ainsi que les nombreuses lignes de bus de l'agglomération, les trams-trains (Nantes ↔ Châteaubriant et Nantes ↔ Clisson) et les lignes du réseau Aléop.

### L'annonce de janvier 2016
À l'occasion de ses vœux du 4 janvier 2016, la présidente de Nantes Métropole Johanna Rolland annonce la création d'une quatrième ligne de « transports en commun en site propre » à l'horizon 2025. Elle précise que cette ligne suivra un axe Nord-Sud : décrochant depuis la ligne 1 au niveau du quai de la Fosse, elle traversera la Loire au niveau du pont Anne-de-Bretagne, longera le futur CHU en empruntant le nouveau boulevard transversal (baptisé en 2021 boulevard Simone-Veil) qui reliera le boulevard Léon-Bureau au pont des Trois-Continents et repassera le fleuve par ce dernier pour traverser la ZAC des Isles, au nord de Rezé. Cette nouvelle ligne sera par ailleurs rejointe au niveau du boulevard Benoni-Goullin par une nouvelle ligne de Busway, faisant la connexion avec le boulevard des Martyrs-Nantais-de-la-Résistance. La section comprise entre la gare SNCF et le boulevard des Martyrs-Nantais-de-la-Résistance actuellement desservi par la ligne 5 ne semble plus être concernée par un quelconque projet de desserte en tramway tel qu'il a été prévu en 2012. 
À l'occasion d'une conférence de presse le 2 septembre 2016, Johanna Rolland confirme la création de ces deux nouvelles lignes de transport en commun en site propre sur l’île de Nantes.

### Les précisions de janvier 2017
Lors de ses vœux du 3 janvier 2017, Johanna Rolland précise le projet et indique que le mode de transport retenu pour la ligne franchissant la Loire est le tramway et que les études débuteront dès le mois suivant. Moins de deux semaines plus tard, le directeur général de la Semitan Alain Boeswilwald confirme le tracé de la ligne évoqué un an auparavant, précisant que le terminus sud pourrait se situer à proximité de l'hôtel de ville de Rezé. 
Au cours d'une conférence de presse le 24 janvier, la présidente de Nantes Métropole indique que le terminus de Rezé desservira deux lignes : une future ligne 5 ralliant la ligne 1 après le pont Anne-de-Bretagne, et une future ligne 6 reprenant le tracé annoncé en décembre 2016 empruntant le boulevard Benoni-Goullin afin de joindre les lignes 2/3 jusqu'au boulevard des Martyrs-Nantais-de-la-Résistance,.

### Les précisions de mars 2018
En mars 2018, Nantes Métropole annonçait que l'axe est-ouest (future ligne 8 du Busway) pourrait voir son terminus prolongé jusqu'à la ligne 4 au niveau du centre commercial Beaulieu sur le boulevard Général-De-Gaulle. Il est par ailleurs précisé que la mise en service des deux nouvelles lignes de tramway doivent intervenir avant celle du futur CHU en 2026.

### Les précisions de mars 2019
Le 19 mars 2019, la présidente de Nantes Métropole annonce que l'axe nord-sud ne sera probablement pas inaugurée en 2026 comme prévu, le choix du tracé de la partie nord entre le boulevard de l'Estuaire et le pont Anne-de-Bretagne n'est pas encore clairement défini. Celui-ci poserait des problèmes techniques : l'un, empruntant le boulevard Léon-Bureau, se confronterait à l'étroitesse relative pour accueillir un tramway et la circulation automobile, l’autre à l’ouest des nefs, supposerait de traverser et rogner une partie du parc des Chantiers, coupant ainsi le parcours du Grand éléphant et de  du parc des Chantiers. Cette dernière solution serait cependant abandonnée selon le journal Presse-Océan[réf. souhaitée].

### L'annonce du 7 juin 2019

Tracé des trois nouvelles lignes tel que présenté en 2020.

Le 7 juin 2019, les élus de Nantes Métropole annoncent finalement la création de trois lignes de tramway desservant le futur CHU : les lignes 6 et 7 qui partageraient un tronçon commun nord-sud entre Rezé Basse-Île et le pont Anne-de-Bretagne avant de se séparer vers l'est et l'ouest de l'agglomération, et une ligne 8 qui desservirait également Rezé et le nouveau CHU, avant de se diriger vers les lignes 2 et 3 via le boulevard Benoni Goullin et les lignes 4 et 5 à proximité du centre commercial Beaulieu. 
Au-delà du pont Anne de Bretagne, les lignes 6 et 7 emprunteraient chacune les voies de la ligne 1 dans des directions opposées. La ligne 7 passerait par la station Jamet et partagerait son terminus à François Mitterrand avec la ligne 1. La ligne 6 quant à elle continuerait vers l'est jusqu'à la station Haluchère-Batignolles et ferait son terminus à la station Babinière. Elle intégrerait ainsi de fait le tronçon initialement prévu pour la connexion des lignes 1 et 2 qui devrait à terme rejoindre les facultés. Ce même jour, Johanna Rolland annonce que le lancement des études nécessaires à la réalisation la connexion de la ligne 6 avec la ligne 2 se déroulera au cours du prochain mandat. L'engagement en faveur de ces études est confirmé par délibération de Nantes Métropole du 4 octobre 2019 .

### Concertation publique en 2020
Fin 2020 a lieu une concertation publique permettant le recueil des avis des habitants de la métropole sur la création des nouvelles lignes de tramway. À la fin de la concertation, 772 propositions individuelles et 88 cahiers d'acteurs avec de très nombreuses observations ont été déposés et seront transmis aux garants nommés par la Commission nationale du débat public (CNDP) afin de réaliser un « bilan de concertation ». Le conseil métropolitain du printemps 2021 prendra décision, après lecture de ce bilan, des suites à donner.
Fin 2021, il est annoncé que les lignes 6 et 7 iront jusqu'à la mairie de Rezé lors de leur mise en service (et ne seront pas limitées à Basse-Île comme prévu initialement).

## Contraintes techniques et urbaines
Le doublement du pont Anne-de-Bretagne pouvant accueillir le flux de transport en commun, y compris un tramway, a déjà été étudié dans le cadre de projets de nouveaux franchissement de la Loire.

## Sources
- Cet article est partiellement ou en totalité issu de l'article intitulé « Ligne 5 du Busway de Nantes » (voir la liste des auteurs).